# رايموند بيرنير
رايموند بيرنير هو سياسي كندي، ولد في 6 نوفمبر 1952 في مدينة كيبك في كندا. نشط حزبياً في حزب كيبيك الليبرالي. وقد انتخب عضو الجمعية الوطنية في كيبك ‏.